# Краков Бизнес-парк
Краков Бизнес-парк (пол. Kraków Business Park) — остановочный пункт в селе Жонска в гмине Забежув, в Малопольском воеводстве Польши. Имеет 2 платформы и 2 пути.
Личный остановочный пункт на железнодорожной линии Домброва-Гурнича Зомбковице — Явожно-Щакова — Тшебиня — Краков, построен в 2007 году.